# 976年
| 千纪： | 1千纪 |
| 世纪： | 9世纪 \| 10世纪 \| 11世纪 |
| 年代： | 940年代 \| 950年代 \| 960年代 \| 970年代 \| 980年代 \| 990年代 \| 1000年代                                                                                     |
| 年份： | 971年 \| 972年 \| 973年 \| 974年 \| 975年 \| 976年 \| 977年 \| 978年 \| 979年 \| 980年 \| 981年                                                                |
| 纪年： | 丙子年（鼠年）；于阗天尊十年；辽保寧八年；北汉广运三年；北宋（吴越）开宝九年，太平兴国元年；大理明政八年；越南太平七年；定安國元興元年；日本天延四年，貞元元年 |

## 大事记
- 1月1日——南唐国主李煜出降，南唐灭亡。
- 1月10日——拜占庭皇帝約翰一世去世，共治皇帝巴西爾二世開始掌握實權，保加利亞第一帝國開始對拜占庭帝國占領區展開襲擊。
- 八月——女真始侵辽国。
- 11月21日——燭影斧聲：宋太祖趙匡胤駕崩，宋太宗趙炅即位。

## 逝世
- 宋太祖赵匡胤，宋朝开国皇帝。（49岁，927年出生，960年－976年在位）
- 11月10日——約翰一世，拜占庭皇帝。（51岁，925年出生）